# Hamlet 1997
Hamlet 1997 – singiel zespołu Maanam wydany w październiku 1997 roku, promujący składankowy album Rockandrolle. „Hamlet 1997” jest nowszą, dynamiczną wersją utworu „Hamlet” wydanego w 1979 roku.

## Lista utworów
1. „Hamlet 1997” [Radio Edit] – 2:41

## Twórcy
- Kora – śpiew
- Marek Jackowski – gitary
- Ryszard Olesiński – gitary
- Krzysztof Olesiński – gitara basowa
- Paweł Markowski – perkusja

Gościnnie grali
- David Saucedo Valle – instrumenty perkusyjne
- Neil Black – skrzypce, Kurzweil